# Шквал (фільм, 1958)
«Шквал» — радянський художній фільм 1958 року знятий на Алма-Атинській кіностудії режисерами Володимиром Файнбергом і Хуатом Абусеїтовим.

## Сюжет
Буденна і рутинна робота по виконанню плану сейнера «Шквал» — одного з судів рибокомбінату на Каспійському морі, де капітаном працює Єрмак, а його дружина Панна штурманом, переривається направленням сюди для проведення дослідження іхтіолога Тоні Тихонової в супроводі інженера рибокомбінату Рязанова. Тоня закохується в Рязанова, до якого небайдужа і Панна — вона любить свого чоловіка, але її приваблює гаряче романтичне ставлення до справи Рязанова, чого вона на бачить в своєму суворому і небагатослівному чоловіку, звичайному трудязі. За порадою Панни дослідники звертаються за порадою до Алікбека — капітана сейнера «Тонкорус», який завжди з хорошим уловом, і той радить їм йти в Круту губу, проти чого виступає Єрмак, знаючи підступність цього місця. Під час проведення досліджень у сейнера виходить з ладу двигун, чекаючи наближення шторму Єрмак наказує команді перейти на підійшовший сейнер «Тонкорус», а сам залишається на «Шквалі»…

## У ролях
- Микола Ангаров — Єрмак, капітан риболовецького сейнера
- Марія Кремньова — Панна, його дружина, штурман сейнера
- Юрій Прокопович — Вадим Петрович Рязанов, головний інженер рибокомбінату
- Галина Граве-Самохіна — Тоня Тихонова, іхтіолог
- Капан Бадиров — Алібек, капітан сейнера «Тонкорус»
- Хадиша Букеєва — Рабіга
- Нурмухан Жантурін — Дарибаєв
- Павло Кайров — Поздняков
- Наталія Мірошниченко — Томка, дочка Єрмака
- Марія Брандт — мати Панни
- Сабіра Майканова — рибачка
- Нонна Мордюкова — епізод
- Загі Курманбаєва — епізод

## Знімальна група
- Режисери — Хуат Абусеїтов, Володимир Фейнберг
- Сценарист — Людмила Іванусьєва
- Оператор — Михайло Аранишев
- Композитор — Олександр Зацепін
- Художник — Юрій Мінгазітдінов